# Лотц, Вольфганг (искусствовед)
Вольфганг Лотц (нем. Wolfgang Lotz; 19 апреля 1912, Хайльбронн — 24 октября 1981, Рим) — немецкий историк искусства.

## Биография
Вольфганг Лотц родился в Хайльбронне, земля Баден-Вюртемберг в Южной Германии. Начал изучать право во Фрайбурге-им-Брайсгау, затем переехал в Мюнхен, чтобы изучать историю искусств, и получил докторскую степень в 1937 году под руководством Людвига Генриха Гейденрейха в Гамбурге, защитив диссертацию о творчестве архитектора Джакомо Бароцци да Виньола.
После этого Вольфганг Лотц работал в Институте истории искусств во Флоренции, сначала в качестве стипендиата, а затем ассистентом. Здесь он в 1939 году познакомился с фотографом и искусствоведом Хильдой Бауэр (1907—1999), на которой в 1941 году женился. В 1942 году во время Второй мировой войны Лотц был призван на военную службу. В 1945 году попал в плен к американцам. Союзники отправили его в Центральный пункт сбора произведений искусства в Мюнхене, который отвечал за возврат награбленных фашистами произведений искусства.
После войны Лотц работал заместителем директора Центрального института искусств в Мюнхене (Zentralinstitut für Kunstgeschichte in München). В 1952 году был назначен профессором истории искусств в женском колледже Вассар — частном университете в городе Покипси, штат Нью-Йорк, США, заменив там Ричарда Краутхаймера. В 1959 году он снова заменил Краутхаймера, на этот раз в Институте изящных искусств Нью-Йоркского университета.
В 1962 году Лотц начал работать в Библиотеке Герциана (немецкий научно-исследовательский институт в Риме), которой он руководил в качестве директора и сотрудника «Института истории искусств Общества Макса Планка» до выхода на пенсию в 1980 году. В это время Вольфганг Лотц был избран президентом «Международного центра изучения архитектуры Андреа Палладио» (Centro Internazionale di Studi di Architettura Andrea Palladio) в Виченце. После ухода от дел по состоянию здоровья Лотц продолжал исследовательскую работу, в 1981 году он получил смертельный сердечный приступ на Испанской лестнице в Риме. Учёный похоронен на Некатолическом кладбище в Риме (Cimitero Acattolico di Roma).

## Вклад в историю искусства
В 1974 году Вольфганг Лотц опубликовал вместе с Л. Г. Гейденрейхом свою самую популярную книгу, 38-й том в серии «Pelican History of Art» под названием «Архитектура в Италии: 1400—1600». В книге представлен обзор архитектуры эпохи итальянского Возрождения периода чинквеченто, в котором анализируются, в частности, произведения Донато Браманте, Джулио Романо, Микеланджело и Андреа Палладио, а также различные центры архитектурной деятельности по всей Италии. Три года спустя Лотц опубликовал подборку эссе под названием «Исследования итальянской архитектуры эпохи Возрождения».

## Основные публикации
- Исследования Виньолы: к монографии о Виньоле (Vignola-Studien: Beiträge zu einer Vignola-Monographie). 1939
- Овальные церкви периода чинквеченто (Die ovalen Kirchenräume des Cinquecento) // Римский ежегодник истории искусств. — Т. 7, 1955. — С. 7-99
- Северное Возрождение (The Northern Renaissance). 1955
- Переопределение стиля: Архитектура конца 16 века (Redefinitions of Style: Architecture in the Later 16th Century) // Художественный журнал колледжа. — Т. 17, 1958. — С. 129-39
- Маньеризм в архитектуре. Меняющиеся аспекты (Mannerism in Architecture. Changing Aspects) // В эпоху Возрождения и маньеризма. Исследования западного искусства: акты Двадцатого Международного конгресса по истории искусства II. Принстон, Нью-Джерси, 1963. — С. 239—246
- Испанская лестница. Архитектура как средство дипломатии (Die Spanische Treppe. Architektur als Mittel der Diplomatie) // Римский сборник исследований по истории искусств. — Т. 12, 1969. — С. 39-94
- Совместно с Л. Г. Гейденрейхом. Архитектура в Италии: 1400—1600. 1974. 38-й том серии «Pelican History of Art»
- Исследования итальянской архитектуры эпохи Возрождения. 1977